# ريمون بي. كولز
ريمون بي. كولز (بالإنجليزية: Raymond B. Cowles)‏ هو عالم زواحف أمريكي، ولد في 1 ديسمبر 1896 في مستعمرة ناتال، وتوفي في 7 ديسمبر 1975 في سانتا باربارا في الولايات المتحدة.